# تپه اکنلو ۱۱
تپه اکنلو ۱۱ مربوط به سده‌های اولیه، میانه و متاخر دوران‌های تاریخی پس از اسلام است و در شهرستان کبودرآهنگ، بخش شیرین سو، دهستان مهربان علیا، ۲۰۰ متری شرق روستای اکنلو واقع شده و این اثر در تاریخ ۳۰ بهمن ۱۳۸۶ با شمارهٔ ثبت ۲۱۱۸۸ به‌عنوان یکی از آثار ملی ایران به ثبت رسیده است.